# ريكي (فلم)
ريكي هو فيلم من نوع مقتبس ‏ ودراما وكوميديا وفنتازيا أُصدر في 2009. الفيلم من توزيع Teodora Film ‏، وهو من إخراج فرانسوا أوزون، أما السيناريو فكان من كتابة فرانسوا أوزون وايمانويل بيرنهايم.

## القصة
تقع أحداث الفيلم في باريس.

## طاقم التمثيل
- Mélusine Mayance [الإنجليزية]‏
- جان كلود بول ريدات
- مارلين حتي  [لغات أخرى]‏
- ألكسندرا لامي
- أندريه ويلمز
- سيرجي لوبيز

## الإنتاج
موسيقى الفيلم التصويرية كانت من تأليف Philippe Rombi ‏.

## وصلات خارجية
- مقالات تستعمل روابط فنية بلا صلة مع ويكي بيانات